# 波多利內茨
波多利內茨（波蘭語：Podoliniec）是斯洛伐克的城鎮，位於該國東北部波普拉德河畔，由普列索夫州負責管轄，面積33.18平方公里，海拔高度572米，2005年人口3,204，其中九成居民信奉羅馬天主教。

## 地理位置
波多利內茨位於波普拉德河附近，距離舊柳博夫尼亞約15公里、波普拉德約35公里。

## 人口
根據2001年人口普查，波多利內茨人口為3173。斯洛伐克人佔94.71%，斯洛伐克羅姆人佔4.00%，捷克人佔0.25％。宗教方面，羅馬天主教佔90.89％，希臘天主教佔2.84％，信義宗佔2.24％，無信仰佔2.14％。

## 友好城市
- 波蘭赖特罗（英语：Rytro）

## 外部連結
- Official website （页面存档备份，存于）

1. 1 2  . Statistical Office of the Slovak republic.   [2007-12-15]. （原始内容存档于2007-11-16）.